# Линейные корабли типа «Орион»
Тип «Орион» (англ. Orion) — серия британских линейных кораблей. Линкоры типа «Орион» были спроектированы в рамках кораблестроительной программы 1909 года, когда в Адмиралтействе пришли к выводу о недостаточной мощности 305-мм орудий ранних дредноутов. Всего в рамках программы в 1910—1912 годах были построены четыре корабля этого типа. Все они активно применялись в годы Первой мировой войны, в том числе все четыре приняли участие в Ютландском сражении. Служба в послевоенные годы была сравнительно недолгой: в соответствии с Вашингтонским морским договором 1922 года линкоры были сняты с вооружения в 1922—1926 годах.

## История разработки
Летом 1908 года появились сведения о закладке в Германии трёх новых линкоров и одного линейного крейсера и планах закладки в следующем году такого же количества кораблей. Благодаря политике экономии правительства, возглавляемого премьер-министром Асквитом, кораблестроительная программа Великобритании на 1908 год предусматривала закладку только двух капитальных кораблей — линкора «Нептун» и линейного крейсера «Индефатигебл». Обнародование этих сведений вызвало грандиозный скандал в прессе и возмущение общественности. Великобритания считалась владычицей морей и придерживалась двухдержавного стандарта — её флот должен был быть первым по силе и крупнее флотов, занимающих второе и третье место вместе взятых. В новых условиях к 1912 году Германия имела бы 13 линкоров и линейных крейсеров. Великобритания — 16.
В прессе развернулась кампания по агитации за строительство бо́льшего количества кораблей, выразившаяся в лозунге «Восемь мы хотим, ждать мы не хотим» (англ. We want eight and we won`t wait). В результате была принята чрезвычайная кораблестроительная программа на 1909 год, которой предусматривалась закладка шести линкоров и двух линейных крейсеров. Два из этих линкоров были слегка улучшенными «Нептунами» — линкорами типа «Колоссус» с 50-калиберными 305-мм орудиями.
Четыре оставшихся линкора закладывались по новому проекту с 343-мм орудиями, расположенными в диаметральной плоскости. С одной стороны, британцы обратили внимание на удачный проект американского «Делавэра», у которого орудия были расположены в диаметральной плоскости, что позволило иметь мощный бортовой залп. С другой стороны, британское 50-калиберное орудие имело малую живучесть, что в дополнение к конструкции с использованием крепления ствола проволочной намоткой, приводило к неудовлетворительным характеристикам кучности стрельбы.
При отсутствии прежних финансовых ограничений под руководством главного строителя Филиппа Уотса были подготовлены два проекта линкоров с 343-мм орудиями. Переход на 343-мм 45 калиберные орудия был логичным шагом — это позволяло значительно усилить разрушительную мощь снаряда, обеспечивалась достаточная точность стрельбы, и само орудие было лишь на 0,2 м длиннее. Размещение всех 10 орудий в диаметральной плоскости также позволяло обеспечить использование их всех в бортовом залпе в достаточно большом секторе углов. Ещё одной особенностью стало появление верхнего броневого пояса над главной палубой.
Были подготовлены два проекта — со скоростью в 21 и 23 узла. При этом первый оценивался в 2 миллиона фунтов стерлингов, а второй в 2,5. Главный строитель флота Филипп Уоттс и ряд членов совета Адмиралтейства настаивали на проекте с 23-узловой скоростью, считая, что новые германские линкоры планируются именно с такой скоростью, и британские линкоры ни в чём не должны им уступать. Но большая часть членов совета Адмиралтейства посчитала такой корабль слишком дорогим, и в дальнейшую проработку был утвержден проект «L» со скоростью в 21 узел.
Если бы сохранилось соотношение длины к ширине как на типе «Колоссус», ширина корпуса нового линкора составила бы 27,7 м, что повлекло бы за собой проблемы при эксплуатации — их не вмещали бы существующие доки. Чтобы уменьшить ширину корпуса до 27 м, для нового линкора были разработаны новые обводы корпуса — мидель был смещен дальше в корму и имел более прямоугольную форму. Рост водоизмещения был беспрецедентным — на 2500 тонн. Это самый большой скачок водоизмещения при проектировании новых броненосцев в британском флоте.

## Конструкция

### Корпус
| Статьи проектной весовой нагрузки | Статьи проектной весовой нагрузки | Статьи проектной весовой нагрузки | Статьи проектной весовой нагрузки | Статьи проектной весовой нагрузки |
|                                   | Длинные тонны                     | Длинные тонны                     | Метрические тонны                 | Метрические тонны                 |
| Водоизмещение                     | нормальное                        | полное                            | нормальное                        | полное                            |
| --------------------------------- | --------------------------------- | --------------------------------- | --------------------------------- | --------------------------------- |
| Корпус                            | 7950                              | 7950                              | 8077                              | 8077                              |
| Бронирование                      | 6460                              | 6460                              | 6563                              | 6563                              |
| Вооружение                        | 4000                              | 4065                              | 4064                              | 4130                              |
| Силовая установка                 | 2420                              | 2680                              | 2459                              | 2723                              |
| Уголь                             | 900                               | 3275                              | 914                               | 3327                              |
| Нефть                             | 0                                 | 860                               | 0                                 | 874                               |
| Оборудование                      | 670                               | 812                               | 681                               | 825                               |
| Запас водоизмещения               | 100                               | 100                               | 102                               | 102                               |
| ВСЕГО                             | 22 500                            | 26 202                            | 22860                             | 26 621                            |

Разработкой проекта занимались А. Уортингтон и Э. Мунки. Линейные корабли типа «Орион» имели корпус с изогнутым форштевнем, сохранившим таранные обводы, округлой кормой с подзором и полубаком. Полубак доходил до середины корабля и далее сужался к башне «Q», для увеличения углов её стрельбы. Корпус корабля был разделён водонепроницаемыми переборками на XXI отсек. Двойное дно занимало 76 % длины корабля. Способ силовых связей конструкции корпуса — смешанный. Соединение деталей между собой осуществлялось клёпкой.
Проектное нормальное водоизмещение 22 500 дл. т, по факту оказалось на 2200 длинных тонн больше, чем у «Колоссуса», и составило 22 860 т (22 500 дл. т.), полное водоизмещение — 26 284 т (25 870 дл. т.). Длина между перпендикулярами составила 166,1 м, наибольшая — 177,1 м. Ширина корпуса 27 м, осадка при нормальном водоизмещении — 8,38 м, при полном — 9,55 м.
В наследство от «Колоссуса» досталось неудачное взаимное расположение фок-мачты и дымовой трубы. Для того, чтобы установить на фок-мачту шлюпбалки, она была размещена позади носовой трубы. Однако это приводило к задымлению находившегося на фор-марсе поста управления артиллерийской стрельбой. Не спасало даже то обстоятельство, что на «Орионе» на эту трубу выходило только 6 котлов, вместо 12 (как на «Колоссусе»). Боевая рубка при этом была сдвинута вперёд относительно остальной носовой надстройки. Конструкция надстройки была не совсем удачной. Узкий мостик, штурманская рубка находилась напротив дымовой трубы и была слишком тесной. В конечном счёте всю конструкцию мостиков переделали, придя к двухъярусной галерее, на нижней части которой размещались прожектора.
Длина по сравнению с «Колоссусом» увеличилась на 10,67 м, а ширина — только на 1,07 м, за счёт чего соотношение длины к ширине составило 6,56:1 и почти догнало «старика» «Минотавра» (1863 год) — 6,73:1. Метацентрическая высота по проекту составила 1,676 м. Возросший верхний вес и большее удлинение корпуса привели к проблемам с остойчивостью — в первом плавании «Ориона» в Бискайском заливе крен достигал 20°. Эту проблему решили, установив скуловые кили большей длины и ширины, правда пришлось искать компромисс, чтобы чрезмерно не увеличивать подводную ширину, и корабли могли входить в существующие доки.
Корабли оснащались двумя параллельными балансирными рулями и обладали хорошей поворотливостью и небольшим радиусом тактической циркуляции.
«Орион» оснащался двумя бесштоковыми якорями конструкции Байерса массой 7,11 т, одним запасным бесштоковым якорем массой 7,11 т конструкции Уэстени Смита и одним кормовым якорем массой 2,13 т. Подъём якорей осуществлялся с помощью двух носовых шпилей, приводимых во вращение паровой машиной мощностью 500 л. с. Выбранная цепь хранилась в цепном ящике над отсеком шпилевой машины.
Спасательные средства состояли из двух паровых полубаркасов длиной 15 м, одного парового катера длиной 13 м, одного парусно-гребного 11-метрового полубаркаса, трёх парусно-гребных 10-метровых катеров, трёх 8-метровых вельботов, одной 9-метровой гички, одного 5-метрового скифдинга и одного 4-метрового бальсового плота.
Основная часть шлюпок и катеров размещалась на шлюпочной палубе. Для сохранности во время боя её впервые решили со всех сторон закрыть броневыми экранами толщиной 25,4 мм, образовав своеобразный колодец, который больше ни на одном типе кораблей не повторялся.
Для спуска и подъёма спасательных средств предназначалась грузовая стрела, установленная на фок-мачте. Часть шлюпок стояла на верхней палубе и для работы с ними перед башней «Q» и на кормовой надстройке были установлены две грузовые полу-мачты. Напротив фок-мачты находились также с каждого борта по одному вельботу на шлюпбалках.
На момент постройки корабли оснащались восемью установками спаренных 610-мм прожекторов — всего 16. С каждой стороны носовой и кормовой надстройки размещалось по две пары прожекторов. В 1917 году все 610-мм прожектора, за исключением одной пары, заменили на 914-мм. Были установлены семь прожекторов — по одному по сторонам ходового мостика, три вокруг кормовой дымовой трубы и два на кормовой палубной надстройке.
Колокол громкого боя (battle signal station) размещался в задней части боевой рубки. На главной палубе в средней части корабля размещались две радиорубки. Основная была оснащена приёмо-передающей станцией Mk I-34, вспомогательная — станцией Type 3 ближнего радиуса действия.
На «Орионе», так же как на всех британских дредноутах, кают-компания, адмиральские каюты и каюты офицеров находились в носовой части, а кубрики матросов и старшинского состава — в корме. Эта практика началась с «Дредноута» и была вызвана желанием разместить офицеров ближе к их боевым постам, а матросов ближе к котельным и машинным отделениям. Но такое размещение вызывало недовольство офицерского состава.
Каюта командира корабля располагалась на палубе полубака между носовой и кормовой дымовыми трубами, офицерская кают-компания — на верхней палубе перед носовой башней «А». Под кают-компанией располагались офицерские каюты. Каюты были довольно тесными, а большинство предметов мебели — металлическими. Ванные комнаты офицерского состава находились ниже офицерских кают. Столовая и мичманские каюты располагались на главной палубе в носовой части. Кубрики рядового состава размещались в корме на средней палубе. Над ними на главной палубе располагался лазарет. На главной палубе между орудийными башнями «Q» и «X» размещались кубрики морских пехотинцев, а под ними — баня для них.
Для размещения флагмана на верхней палубе в средней части корабля были оборудованы адмиральские апартаменты — салон, ванная комната. Там же, на верхней палубе, по левому борту между дымовыми трубами располагались и помещения для размещения штаба.
По штатному расписанию мирного времени экипаж составлял в 1911 году на «Орионе» 754 человека, на «Монархе» — 738 человек, в 1912 году на «Тандерере» — 738 и на «Конкероре» — 752 человека. В военное время экипаж увеличивался, и по состоянию на 1918 год составлял от 1090 до 1107 человек.

### Вооружение

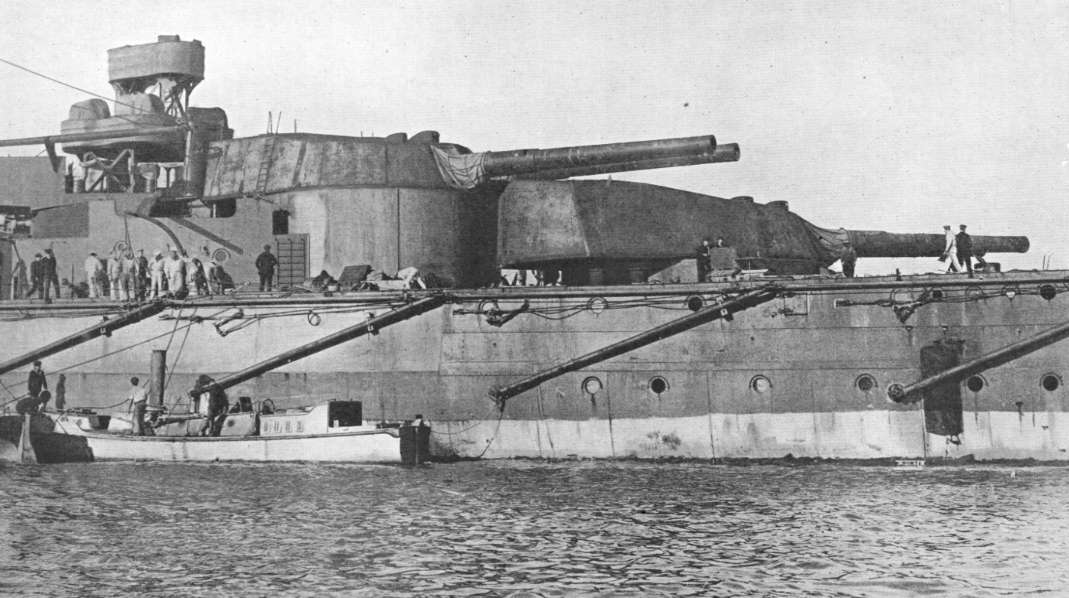
Кормовая пара башен главного калибра линкора «Тандерер»

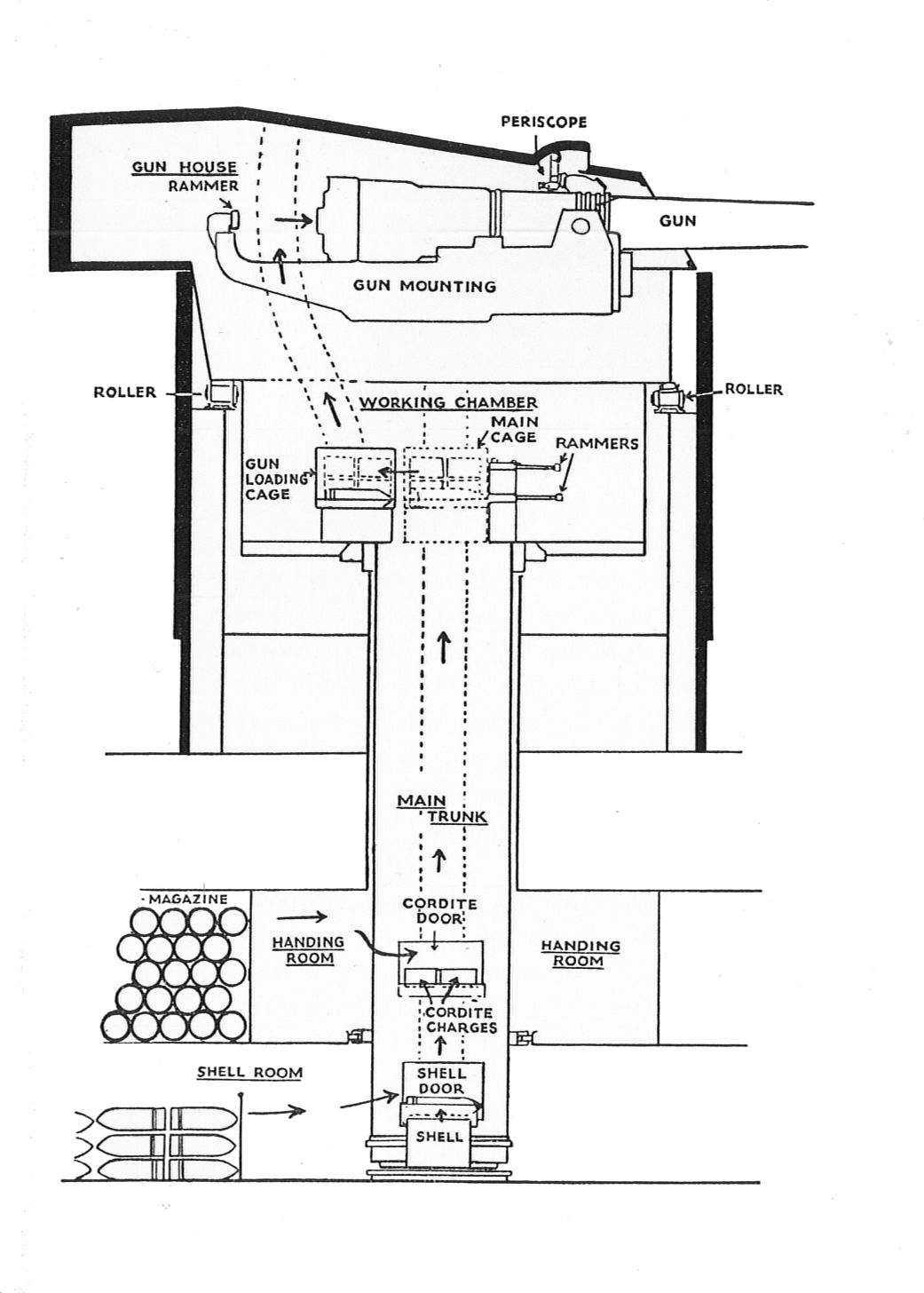
Башня 343-мм орудий в разрезе

Основным вооружением линкоров типа «Орион» были десять 343-мм 45-калиберных орудий Мк. V, установленных в пяти башнях по диаметральной плоскости. Общая длина орудия с затвором — 15 898 мм, нарезной части — 12 943 мм. Вес орудия без замка — 76 100 кг. Традиционно для британского флота скрепление ствола осуществлялось проволокой. Затвор поршневой, системы Велина, заряжание — картузное.
Метательный заряд состоял из 135 кг кордита MD45., позволявшего разогнать 574,5-кг бронебойный снаряд до начальной скорости порядка 785 м/с. В боекомплект входили фугасные и бронебойные снаряды с броневым колпачком. В британском флоте 343-мм орудия имели в боекомплекте фугасные и бронебойные снаряды двух типов — «тяжёлые», массой порядка 635 кг и «лёгкие», массой от 567 до 574 кг. Тем не менее, системы подачи башен «Орионов» не были приспособлены для использования более тяжёлых снарядов. На «Орионах» устанавливались башни модификации Mark II, на «Конкероре» — Mark III производства Coventry Ordnance Works.
Угол подъёма стволов орудий составлял от −3° до +20°. Стрельба бронебойным 567-кг снарядом на максимальном угле возвышения ствола орудия обеспечивала дальность выстрела, равную 21 780 м. Заряжание было возможно при любом угле подъёма стволов, а скорострельность составляла порядка полутора выстрелов в минуту.
Сектор стрельбы для носовых и кормовых башен составлял 300°. Центральная башня «Q» имела углы стрельбы от 30° до 150° на каждый борт. Боезапас мирного времени составлял по 80 снарядов на ствол. В военное время его увеличивали до 110 снарядов снарядов на ствол.
Снарядные погреба всех башен были расположены ниже зарядных. Каждый погреб на случай пожара оснащался системой орошения и затопления. Подъём выстрела из погребов к орудию осуществлялся в два этапа. Сначала снаряд из снарядного погреба транспортёром подавался в карман заборника и с помощью подъёмника поднимался по подачной трубе на уровень зарядного погреба. Там в него загружались два полузаряда. Все вместе они по подачной трубе поднимались в подбашенное рабочее погрузочное отделение. Здесь производилась комплектация выстрела в подаватель. К каждому орудию шла своя изогнутая направляющая, по которой подаватель с помощью гидравлического привода поднимался в боевое отделение башни к орудию. В камору орудия с помощью цепного прибойника досылался сначала снаряд, а потом пороховые заряды. После выстрела канал ствола орудия продувался сжатым воздухом, смешанным с углекислотой, камора охлаждалась водой.
Передача данных для наведения орудий могла осуществляться как с поста управления, так и с помощью башенных прицелов. Первоначально угол визирования был ограничен +15°, но в 1914 году были установлены приборы «супервозвышение +6°», позволявшие осуществлять прицеливание вплоть до максимального угла возвышения.
Противоминная артиллерия состояла из 16 скорострельных 102-мм 50-калиберных орудий Мк VII. Их скорострельность составляла до 8 выстрелов в минуту. Снаряду массой 14,1 кг придавалась начальная скорость в 873 м/с, что обеспечивало максимальную дальность стрельбы порядка 11 000 м. Боекомплект составлял по 150 снарядов на орудие — всего 2400 снарядов.
В носовой и кормовой надстройке размещались по восемь орудий. Шесть орудий в носовой надстройке находились в защищённом 76-мм бронёй каземате. Ещё два орудия стояли за 76-мм экранами на шлюпочной палубе по обеим сторонам боевой рубки. Восемь кормовых орудий размещались в открытых установках в два этажа. Во время войны их также забронировали спереди 76-мм экранами. В 1917 году число 102-мм орудий сократили до тринадцати.
Первоначально зенитное вооружение на кораблях типа «Орион» отсутствовало. В 1914 году были установлены две 76-мм зенитные пушки Гочкиса с патронным заряжанием. В течение войны они были заменены на 76-мм зенитные орудия QF. Мк. I с боезапасом по 150 выстрелов на ствол.
Также во время войны было установлено одно 102-мм орудие QF. Мк. VII с углом возвышения 60° и боезапасом 75 выстрелов. На момент вступления в строй «Орионы» имели на вооружении 47-мм салютные пушки Гочкиса с боекомплектом 64 холостых выстрела. Также имелась одна 76-мм десантная пушка, пять 7,71-мм пулемётов «Максим-Виккерс» образца 1909 года с боекомплектом 5000 патронов и десять 7,71-мм ручных пулемётов «Льюис» образца 1915 года с боезапасом 5000 патронов. Пулемёты использовались десантными партиями на берегу, для пулемётов «Максим» имелись поворотные турели на паровых катерах и баркасах.
| Орудие                                 | 13,5"/45 Mark V(L)          | 4"/50 BL Mark VII | 4"/50 BL Mark VII | 3"/45 20cwt QF HA Mark I | 47-мм Гочкиса |
| -------------------------------------- | --------------------------- | ----------------- | ----------------- | ------------------------ | ------------- |
| Год разработки                         | 1909                        | 1904              | 1904              | 1910                     | 1885          |
| Калибр, мм                             | 343                         | 102               | 102               | 76                       | 47            |
| Длина ствола, калибров                 | 45                          | 50                | 50                | 45                       | 40            |
| Масса орудия, кг                       | 76 102                      | 2126              | 2126              | 1020                     | 240           |
| Скорострельность, в/мин                | 1,5-2                       | 6—8               | 6—8               | 12—14                    | 20            |
| Установка                              | B Mark II                   | PIV               | HA Mark II        | ?                        | ?             |
| Углы склонения                         | −3°/+20°                    | −10°/+15°         | −10°/+60°         | −10°/+90°                | /+60°?        |
| Способ заряжания                       | картузное                   | картузное         | картузное         | унитарное                | унитарное     |
| Тип снаряда                            | лёгкий бронебойный Mark IIa | фугасный          | шрапнельный?      |                          | фугасный      |
| Вес снаряда, кг                        | 574,5                       | 14,06             | 14,06             | 5,67                     | 1,5           |
| Вес и тип метательного заряда          | 133 кг MD45                 | 4,3 кг MD16       | 2,7 кг MD8        | 0,96 кг MD               | 0,24 кг MD    |
| Начальная скорость, м/с                | 787                         | 873               | 732               | 762                      | 574           |
| Максимальная дальность, м              | 21 780                      | 10 610            |                   |                          |               |
| Досягаемость по высоте максимальная, м | —                           | —                 | ?                 | 11 340                   | 3000          |
| Эффективная, м                         | —                           | —                 | ?                 | 7160                     | 1100          |

Каждый корабль типа «Орион» оснащался 7 бинокулярными дальномерами «Барра и Струда». Один с базой 4,57 м размещался на крыше поста управления стрельбой. На башнях «В» и «X» было установлено по 5,49 м дальномеру. А на башнях «A», «Q» и «Y» по одному 2,74 м. Ещё один 4,57 м дальномер размещался в кормовой части шлюпочной палубы на кормовой надстройке и использовался для управления торпедной стрельбой. Позже его перенесли на рубку поста управления торпедной стрельбой.
В начале 1912 года адмиралом Перси Скотом для новых кораблей была предложена система центрального управления огнём. Суть системы сводилась к тому, что приборами на центральном посту управления, расположенными на фор-марсе, вырабатывались углы вертикального и горизонтального наведения. Артиллерийский офицер задавал на своём приборе углы наведения и, с помощью синхронной передачи на таких же приборах в башнях, устанавливались стрелки шкал на нужные углы. Задача наводчиков в башнях сводилась к повороту башен и орудий до нужного установленного угла. После того, как орудия были выставлены на нужные углы, по сигналу с центрального поста производился залп.
Прибор по чертежам Скотта был изготовлен фирмой Виккерс и установлен на «Тандеррере». После этого были произведены сравнительные стрельбы с неоснащённым данными приборами «Орионом». По щиту 15×18 м с дистанции 42 каб. «Тандеррер» за 3,5 минуты выпустил залпами 39 снарядов, из которых 23 попали в цель. «Орион» за то же время выпустил 27 снарядов, из которых в цель попали только четыре. После такого успеха приборы «Виккерса-Скотта» были установлены на все линкоры.
В 1917 году на «Орионах» были установлены «указатели дистанции до цели» для эскадренной стрельбы. Они имели вид циферблата часов и были установлены на фок-мачте на рубке управления стрельбой, а второй на кормовой палубной надстройке.
Торпедное вооружение состояло из трёх подводных 533-мм торпедных аппаратов с общим боезапасом из двенадцати торпед. Два бортовых находились в отсеке на трюмной палубе в районе траверзной переборки перед барбетом башни «А». Был также один кормовой торпедный аппарат, который позже сняли. Подача торпед в торпедный отсек производилась через специальный люк в верхней палубе. Перед выстрелом открывалась крышка на торпедной трубе и в неё вручную с подачного устройства подавалась торпеда. Выстрел торпеды осуществлялся сжатым воздухом. В штатном режиме воздух подавался по трубопроводам от специального компрессора. Для аварийного пуска торпед в каждом отсеке находились баллоны со сжатым воздухом.
В конце войны часть британских линкоров получила на вооружение колёсные истребители для разведки и борьбы с дирижаблями. Запуск осуществлялся со специальной платформы, установленной на крыше башни главного калибра, и был возможен только при развороте башни против ветра. Самолёт был фактически одноразовым — садился на сухопутной аэродром или на воду. В качестве истребителей использовались бипланы Сопвич «Кэмел» или Сопвич «Пап». В 1917 году взлётные платформы были установлены на «Орионе» на башнях «В» и «Q», на «Конкероре» и «Тандерере» — на «В» и «X», а на «Монархе» только одна — на башне «В». На каждой платформе размещался только один самолёт, поэтому на «Монархе» он был один, а на остальных — по два.

### Бронирование
Бронирование «Ориона», по сравнению с «Колоссусом», было усилено. Борт защищался тремя поясами общей высотой 6,25 м. Формально он состоял из двухуровневого главного и верхнего поясов. Нижний главный броневой пояс из цементированной крупповской брони получил толщину 305 мм и имел длину 104,9 м или 59,3 % длины корпуса. Его верхний край шёл на уровне средней палубы, а нижний край — на уровне нижней палубы, уходя под воду на 1,22 при нормальном водоизмещении. Пояс шёл от середины барбета носовой башни «А» до середины барбета кормовой башни «Y» и на всём протяжении имел постоянную толщину, без утоньшения в подводной части. Главный пояс заканчивался траверзными переборками, уходившими под углом к внешним частям барбетов концевых башен. В носу их толщина составляла 152 мм, в корме — 254 мм. В носовую оконечность главный пояс на длине 16,8 м продолжался поясом 152-мм толщины, заканчиваясь на 29 шпангоуте. Дальше он продолжался 14,8 метровым 102-мм поясом. На 15 шпангоуте он заканчивался 102-мм траверзной переборкой, не доходя до форштевня на 12,8 м. В корму главный пояс продолжался поясом толщиной 63,5 мм, заканчиваясь в 13,7 метра от ахтерштевня траверзной переборкой той же толщины.
Над главным, между средней и главной палубами, шёл средний броневой пояс. По протяженности он был таким же, как и главный, но имел толщину 229 мм. Этот пояс заканчивался в районе траверзных переборок, уходя под углом к внешним частям барбетов башен «А» и «Y». В носу переборка имела толщину 152-м, а в корме — 254-мм. В носовой оконечности, так же, как главный, средний пояс продолжался поясами 152-мм и 102-мм толщины, заканчиваясь на 15 шпангоуте 102-мм переборкой. В кормовой части он продолжался поясом 63,5-мм толщины, также заканчиваясь в 13,7 метра от ахтерштевня.
Верхний пояс располагался между верхней и главной палубами и имел толщину 203 мм. Он имел несколько меньшую длину чем главный, заканчиваясь в районе начала барбетов концевых башен. От него к серединам барбетов шли траверзные переборки. В носу 152-мм толщины, а в корме — 203-мм. Он не имел продолжения в нос и корму, но в носовой части по 15 шпангоуту шла 38-мм переборка.
Горизонтальное бронирование было распределено между четырьмя палубами. Бронирование верхней палубы имело толщину 38 мм на участке между барбетами башен «А» и «Y». Бронирование главной палубы толщиной 38 мм начиналась на траверзной переборке по 15 шпангоуту и заканчивалось на траверзной переборке главного пояса в районе барбета башни «А». В кормовой части главная палуба также имела толщину брони 38 мм от переборки в районе барбета башни «Y» до кормовой траверзной 63,5-мм переборки. Бронирование средней палубы имело толщину 25,4 мм между барбетами башен «А» и «Y». Нижняя палуба, находившаяся ниже КВЛ, в носовой части от форштевня до 102-мм траверзной переборки имела толщину 63,5 мм, а дальше до траверзной переборки главного броневого пояса в районе барбета «А» имела толщину 25,4 мм. В кормовой части от траверзной переборки в районе башни «Y» до кормовой 63,5 мм траверзной переборки она шла толщиной 76 мм. За ней, до форштевня, над рулевым приводом, она была карапасной и имела толщину 102 мм.
Лобовые и боковые стенки башен главного калибра имели толщину 279 мм. Кормовая плита имела толщину 203-мм. Передняя часть крыши имела толщину 102 мм, а задняя часть — 76 мм. Броневой настил пола имел толщину 76 мм.
Над палубой и в районе, не прикрытом поясом, внешние части барбетов башен имели толщину 254 мм, а внутренние — 229 мм. На уровне верхнего пояса внешние части барбетов — передний и зданий концевых башен и боковые бортовых, имели толщину 254 мм. Внутренние части барбетов на этом уровне бронировались 179-229-мм плитами. В районе, прикрытом средним поясом, толщина брабетов уменьшалась до 76 мм. Но внешние части барбетов концевых башен прикрывались изогнутыми по радиусу барбета траверзными переборками в носу 152-мм, а в корме 254-мм толщины. На высоте главного пояса бронирование в виде тех же 152-мм и 254-мм изогнутых по радиусу траверзных переборок имели только концевые башни.
Носовая надстройка, в районе батареи 102-мм орудий, спереди и с боков защищалась 76-мм броней. А над казематом палуба имела толщину 25,4 мм. Кормовая батарея противоминных орудий защищалась только противоосколочными щитами.
Боковые стенки носовой боевой рубки имели толщину 279 мм, крыша — 76 мм, а пол — 102 мм. Колпак боевой рубки имел толщину 102 мм. Стенки коммуникационной трубы имели толщину 127-мм. Расположенный в корме пост управления торпедной стрельбой имел стенки толщиной 152 мм и 76-мм крышу. Кожухи дымовых труб имели бронирование 25,4 — 38 мм.
Сплошной противоторпедной броневой переборки не было. В районе погребов главного калибра были установлены 25,4—38-мм броневые экраны.

### Силовая установка
Силовая установка кораблей типа «Орион» состояла из двух комплектов паровых турбин Парсонса с прямой передачей на валы. Машинные отделения занимали длину 20,7 м, размещаясь в трёх отсеках. Каждый комплект турбин состоял из турбин высокого давления переднего и заднего хода и турбин низкого давления переднего и заднего хода. Они приводили во вращение четыре трёхлопастных винта из марганцовистой бронзы. Расстояние между внешними и внутренними винтами составляло 6,5 м. Валы винтов значительно выступали из корпуса и поддерживались стальными V-образными кронштейнами.
Турбины высокого давления вращали внешние валы, а низкого — внутренние. Турбины высокого давления размещались в ближнем к носу отсеке. В центральном размещались турбины низкого давления. Следующий отсек занимали конденсаторы пара. Два главных занимали отгороженное центральное отделение, а по бортам располагалось по одному вспомогательному конденсатору.
Паром турбины снабжали 18 водотрубных паровых котлов, размещённых по шесть в трёх котельных отделениях. Длина каждого отсека составляла 11,58 м, а в сумме — 34,74 м. На «Монархе» устанавливались котлы «Ярроу», на остальных — «Бабкока и Вилкокса». Котлы оборудовались тремя форсунками для впрыска нефти с производительностью 136,1 кг нефти в час каждая. Чтобы снизить задымление фор-марса, на носовую трубу выводились дымоходы с шести котлов, а кормовую — с двенадцати.
Номинальная мощность силовой установки составляла 27 000 л. с., что должно было обеспечить скорость в 21 узел. На испытаниях на мерной миле в Полперро все корабли достигшие мощности 27 000 л. с., кроме «Ориона», достаточно легко превысили скорость в 21 узел. «Орион», не смогший достичь скорости в 21 узел, был оснащён экспериментальными четырёхлопастными винтами. К тому же после его осмотра был выявлен прогиб одного из валов. После замены вала и винтов на стандартные трёхлопастные, он также смог развить скорость свыше 21 узла.
Нормальный запас угля составлял 900 длинных тонн. Полный запас топлива — 3300 дл. тонн и 800 т нефти. Расход угля в сутки на 10-узловом ходу составлял 122 тонны. Дальность плавания на скорости 17—18 узлов составила 4110 миль, а на 10-узловом ходу с использованием нефти — 6730 морских миль.
Два турбогенератора мощностью 400 кВт обеспечивали корабль электроэнергией с постоянным напряжением 200В. Генераторы размещались на трюмной палубе и через центральный распределительный щит снабжали электроэнергией все корабельные устройства. Кроме них на корабле имелась аварийная динамо-машина мощностью 100 кВт, работавшая от вспомогательного парового двигателя.

## Представители
| Название           | Судоверфь           | Закладка       | Спуск на воду   | Принятие на вооружение | Судьба                             |
| ------------------ | ------------------- | -------------- | --------------- | ---------------------- | ---------------------------------- |
| Орион Orion        | Portsmouth Dockyard | 29 ноября 1909 | 20 августа 1910 | 2 января 1912          | пущен на слом в декабре 1922       |
| Монарх Monarch     | Armstrong           | 1 апреля 1910  | 30 марта 1911   | март 1912              | потоплен как мишень 20 января 1925 |
| Тандерер Thunderer | Thames IW           | 13 апреля 1910 | 1 февраля 1911  | июнь 1912              | пущен на слом в декабре 1926       |
| Конкерор Conqueror | Beardmore           | 5 апреля 1910  | 1 мая 1911      | 1 декабря 1912         | пущен на слом в декабре 1922       |

### Строительство
Линейные корабли типа «Орион» строились в условиях секретности. Для дезинформирования германской разведки новые 343-мм орудия получили в Адмиралтействе официальное обозначение «12-дюймовое орудие типа „А“». Тем не менее, не был наложен запрет на публикацию сведений о новых орудиях, поэтому настоящий калибр орудий стал секретом Полишинеля. Вскоре после закладки в прессе появились настоящие характеристики орудий, на основании которых можно было заключить, что калибр орудий превышает 305 мм. Тем не менее, официально фарс с именованием продолжался и даже в 1913 году ежегодник «Брассей» сообщал читателям, что новые линкоры вооружены 305-мм орудиями типа «А» с длиной ствола 45 калибров.

### «Орион»
Заложен на казённой верфи в Портсмуте 29 ноября 1909 года. Спущен на воду 20 августа 1910 года. Главная энергетическая установка изготовлена машиностроительным заводом в Уоллсэнде. «Орион» вышел на испытания в сентябре 1911 года. Общая стоимость постройки составила 1 855 917 фунтов стерлингов: 1 711 617 за постройку и 144 300 — за орудия. В январе 1912 года «Орион» вошёл в состав флота и был включён в состав 2-й эскадры линейных кораблей флота метрополии. Перед войной при объединении флотов 2-я эскадра вошла в состав Гранд-Флита.
В 1913 году во время плавания в Бискайском заливе выявилась сильная бортовая качка, для улучшения которой на все корабли серии были установлены широкие скуловые кили. Во время Ютландского сражения «Орион» шёл пятым в колонне 2-й эскадры линкоров. Во время боя «Орион» предположительно добился четырёх попаданий в линейный крейсер «Лютцов», при этом сам повреждений не получил.
В сентябре 1920 года «Орион» был выведен в резерв. По результатам Вашингтонского соглашения списан и 19 декабря 1922 года продан на слом.

### «Монарх»
Заложен на частной верфи «Армстронг, Уитворт и Ко» в Эльсвике на Тайне 1 апреля 1910 года. Главная энергетическая установка изготовлена фирмой «Хоторн». Первоначально получил название «Кинг Джордж V», однако позднее был переименован в «Монарх». Спущен на воду 30 марта 1911 года и 6 ноября 1911 года вышел на заводские испытания. Общая стоимость постройки составила 1 888 736 фунтов стерлингов, в том числе 146 900 за орудия. Вошёл в состав флота 31 марта 1912 года и был зачислен во 2-ю эскадру линкоров флота Метрополии.
8 августа 1914 года во время учебных стрельб был неудачно атакован германской подлодкой U-15. 15 декабря 1914 года в составе 2-й эскадры участвовал в попытке перехвата германских линейных крейсеров, обстреливавших британское побережье. 31 мая 1916 года принял участие в Ютландском сражении, идя шестым в боевой линии после развертывания. Потерь в бою не имел, сведений о его попаданиях в германские корабли не поступало.
1 октября 1919 года вошёл в состав Резервного флота. В сентябре 1920 года выведен в резерв. 5 мая 1922 года зачислен в списки кораблей, подлежащих списанию по условиям Вашингтонского соглашения. Избежал списания, с августа 1922 по январь 1925 года служил в качестве учебного корабля, а затем использовался в качестве мишени. 20 января 1925 года во время совместных учений подвергся атакам бомбардировочной авиации, а затем — обстрелу 203-мм орудиями тяжёлых крейсеров. Тем же вечером был обстрелян линейными кораблями, остался на плаву несмотря на обширные разрушения. Ночью при свете прожекторов расстрелян и потоплен огнём линкора «Ривендж».

### «Тандерер»
Заложен на частной фирме «Темз Айрон Уоркс» 13 апреля 1910 года. Там же изготавливалась и главная энергетическая установка. Спущен на воду 1 февраля 1911 года. В марте 1912 года вышел на заводские испытания. Общая стоимость постройки составила 1 892 823 фунта стерлингов, в том числе 146 900 за орудия.
Вошёл в состав флота в июне 1912 года. Служил во 2-й эскадре линкоров. Во время Ютландского сражения 31 мая 1916 года шёл восьмым в боевой линии. Потерь и повреждений не имел. После окончания войны 1 октября 1919 года вошёл в состав Резервного флота.
5 мая 1921 года переоборудован в учебный и служил в этом качестве с июня 1921 по август 1926 года. 31 августа заменён монитором «Эребус» и включен в список кораблей, подлежащих списанию по условиям Вашингтонского соглашения. Продан на слом в ноябре 1926 года и 14 апреля 1927 года прибыл в Блит (англ. Blyth) для разделки на металл.

### «Конкерор»
Заложен на частной верфи «Бердмор» 5 апреля 1910 года. Главная энергетическая установка производилась той же фирмой. Назван в честь Вильгельма I Завоевателя (англ. William the Conqueror). Спущен на воду 1 мая 1911 года. Общая стоимость постройки составила 1 891 164 фунтов стерлингов, в том числе 146 900 за орудия. После испытаний в ноябре 1912 года вошёл в состав флота. Как и все линкоры типа «Орион», служил во 2-й эскадре линкоров флота Метрополии.
31 мая 1916 года во время Ютландского сражения шёл седьмым в боевой линии, обстреливая «Фридрих дер Гроссе». После отхода германских дредноутов потопил один из прикрывших их миноносцев. Сам повреждений и потерь не имел. В июне 1921 года переведён в состав Резервного флота. В июне 1922 года включен в списки кораблей, подлежащих списанию по условиям Вашингтонского соглашения. Продан на слом 19 декабря 1922 года.
|  |  |  |  |

## Оценка проекта
По сравнению с предыдущими типами дредноутов, линкоры типа «Орион» являлись качественным скачком. Значительное усиление боевой мощи было обеспечено использованием новых 343-мм орудий. Скачок был настолько существенным, что «орионы» были отнесены к «сверхдредноутам» и вызвали новый виток гонки военно-морских вооружений. Переход на 343-мм 45-калиберные орудия был в какой-то степени вынужденной мерой. Рост дульной энергии орудия можно было обеспечить либо увеличением начальной скорости снаряда путём увеличения длины ствола, либо увеличением массы снаряда путём повышения его калибра. Британские оружейники использовали скрепление ствола проволокой, из-за чего у 50-калиберного 305-мм орудия при выстреле наблюдалась сильная вибрация ствола, оно обладало плохой живучестью и низкими характеристиками точности. При переходе на 343-мм калибр масса снаряда возросла, что обеспечило значительный рост дульной мощности и бронепробиваемости. При этом 45-калиберный ствол обеспечивал хорошие характеристики кучности и живучести.
| Основные баллистические данные британских орудий главного калибра | Основные баллистические данные британских орудий главного калибра | Основные баллистические данные британских орудий главного калибра | Основные баллистические данные британских орудий главного калибра | Основные баллистические данные британских орудий главного калибра |
| Калибр (мм)                                                       | 305                                                               | 305                                                               | 343                                                               | 343                                                               |
| ----------------------------------------------------------------- | ----------------------------------------------------------------- | ----------------------------------------------------------------- | ----------------------------------------------------------------- | ----------------------------------------------------------------- |
| Модель                                                            | Mk.X                                                              | Mk.XI                                                             | Mk.V                                                              | Mk.V                                                              |
| Длина ствола (калибров)                                           | 45                                                                | 50                                                                | 45                                                                | 45                                                                |
| Вес орудия без замка (кг)                                         | 57 708                                                            | 66 700,4                                                          | 76 198,4                                                          | 76 198,4                                                          |
| Вес снаряда (кг)                                                  | 385,55                                                            | 385,55                                                            | 566,98                                                            | 635,02                                                            |
| Вес заряда (кг)                                                   | 117                                                               | 139,25                                                            | 132,9                                                             | 134,78                                                            |
| Начальная скорость снаряда (м/с)                                  | 869,25                                                            | 918,051                                                           | 787                                                               | 762,5                                                             |
| Бронепробиваемость снаряда (мм) у дульного среза                  | 406                                                               | 426                                                               | 439                                                               | 439                                                               |
| Скорость снаряда (м/с) на дистанции 9 140 м                       | 579,5                                                             | 610                                                               | 579,5                                                             | 554,25                                                            |
| Энергия снаряда (мкг) на дистанции 9 140 м                        | 6 587 723                                                         | 7 299 976                                                         | 9 688 010                                                         | 10 287 316                                                        |
| Бронепробиваемость снаряда (мм) на дистанции 9 140 м              | 259                                                               | 284                                                               | 320                                                               | 318                                                               |

Башни орудий главного калибра были размещены в диаметральной плоскости — по линейно-возвышенной схеме. Это позволяло иметь в бортовом залпе все десять орудий. За счёт отказа от бортовых башен облегчилась компоновка внутренних помещений. Плюсом стало и увеличение глубины подводной защиты для средней башни. Значительно было усилено и бронирование. Толщина главного броневого пояса была доведена до 305 мм, над ним по всей длине шёл верхний 203-мм бронепояс. Всё это вызвало беспрецедентный рост проектного водоизмещения — скачок на 2500 т по сравнению с предыдущим типом был самым большим в истории британского линкоростроения. При этом новые орудия получились всего на 0,2 метра длиннее при том же барбете. И хотя башня получилась несколько больше, общий рост длины корабля составил только 10,7 м. Рост верхнего веса поднял центр тяжести и уменьшил метацентрическую высоту, и поэтому для её сохранения на прежнем уровне потребовалось увеличить и ширину корпуса.
Вместе с тем корабль не избавился и от некоторых недостатков предыдущих типов. Так, несмотря на то, что в переднюю дымовую трубу было выведено всего шесть котлов, а не 12, как у «Колоссуса», задымление и нагрев носового командно-дальномерного поста всё ещё были значительными. К недостаткам проекта можно отнести и недостаточный калибр противоминной артиллерии, и слабую противоминную защиту. 102-мм калибра было уже недостаточно для противодействия «подросшим» миноносцам. Противоминная защита также не соответствовала требованиям времени. Вместо сплошной бронированной противоторпедной переборки «Орионы» получили только броневые экраны в районе погребов. А прочности продольной переборки из судостроительной стали было явно недостаточно для противодействия подводным взрывам. Это стало одной из причин гибели идентичного по конструкции «Одейшеса», подорвавшегося на единственной мине.
|                                     | «Колоссус»               | «Орион»                               | «Вайоминг»                  | «Остфрисланд»                    | «Кайзер»                                 | «Кавати»                                            |
| ----------------------------------- | ------------------------ | ------------------------------------- | --------------------------- | -------------------------------- | ---------------------------------------- | --------------------------------------------------- |
| Год закладки                        | 1909                     | 1909                                  | 1909                        | 1908                             | 1909                                     | 1909                                                |
| Год ввода в строй                   | 1911                     | 1912                                  | 1912                        | 1911                             | 1912                                     | 1912                                                |
| Водоизмещение нормальное, т         | 19 995                   | 22 555                                | 26 416                      | 22 806                           | 24 724                                   | 21 156                                              |
| Полное, т                           | 23 063                   | 26 284                                | 27 680                      | 24 700                           | 27 000                                   | 23 266                                              |
| Тип СУ                              | ПТ                       | ПТ                                    | ПТ                          | ПМ                               | ПТ                                       | ПТ                                                  |
| Мощность, л. с.                     | 25 000                   | 27 000                                | 28 000                      | 28 000                           | 28 000                                   | 25 000                                              |
| Максимальная скорость, узл.         | 21                       | 21                                    | 20,5                        | 20,5                             | 21                                       | 20                                                  |
| Дальность, миль (на скорости, узл.) | 6680 (10)                | 6730 (10)                             | 6680 (10)                   | 5500 (10)                        | 7900 (12)                                | 2700 (18)                                           |
| Бронирование, мм                    |                          |                                       |                             |                                  |                                          |                                                     |
| Пояс                                | 279                      | 305                                   | 279                         | 300                              | 350                                      | 305                                                 |
| Палуба                              | 45—102                   | 45—102                                | 35—63                       | 55—80                            | 60-100                                   | 30                                                  |
| Башни                               | 279                      | 279                                   | 305                         | 300                              | 300                                      | 280                                                 |
| Барбеты                             | 279                      | 254                                   | 254                         | 300                              | 300                                      | 280                                                 |
| Рубка                               | 279                      | 279                                   | 292                         | 300                              | 350                                      | 254                                                 |
| Схема размещения вооружения         |                          |                                       |                             |                                  |                                          |                                                     |
| Вооружение                          | 5×2×305/50 16×1×102 3 ТА | 5×2×343/45 16×1×102/50 4×1×47-мм 3 ТА | 6×2×305/50 21×1×127/51 2 ТА | 6×2×305/50 14×1×150 14×1×88 6 ТА | 5×2 — 305/50 14×1 — 150/45 8×1 — 88 5 ТА | 2×2×305/50 4×2×305/45 10×1×152 8×1×120 12×1×76 5 ТА |